# Peter Coyote
Robert Peter Cohon, cunoscut ca Peter Coyote, (n. 10 octombrie 1941, New York City, New York, SUA) este un actor american, regizor, scenarist și narator.

## Filmografie

### Actor
- Alcatraz: The Whole Shocking Story (1980) - Lt. Micklin
- Die Laughing (1980) - Davis
- Southern Comfort (1981) - Sergeant Poole
- Isabel's Choice (1981 TV film) - Wynn Thomas
- Timerider: The Adventure of Lyle Swann (1982) - Porter Reese
- E.T. the Extra-Terrestrial (1982) - Keys
- Endangered Species (1982) - Steele
- Strangers' Kiss (1983) Stanley, the Director
- Cross Creek (1983) - Norton Baskin
- Slayground (1983) - Stone
- Heartbreakers (1984) - Arthur Blue
- The Legend of Billie Jean (1985) - Det. Larry Ringwald
- Jagged Edge (1985) - Thomas Krasny
- The Blue Yonder (1985) - Max Knickerbocker
- Outrageous Fortune (1987) - Michael Sanders
- Un homme amoureux (1987) - Steve Elliott
- Echoes in the Darkness (1987 TV mini-series) - William Bradfield Jr.
- Heart of Midnight (1988) - Sharpe/Larry
- The Man Inside (1990) - Henry Tobel
- A Grande Arte - American title is Exposure (1991) - Mr. Peter Mandrake
- Keeper of the City (1991) - Frank Nordhall
- Road to Avonlea (1991) - Romney Penhallow
- 1992 Luna amară (Bitter Moon), regia Roman Polanski
- Kika (1993) - Nicholas
- That Eye, the Sky (1994) - Henry Warburton
- Breach of Conduct (1994) - Col. Andrew Case
- Moonlight and Valentino (1995) - Paul
- Buffalo Girls (1995) - Buffalo Bill Cody
- Unforgettable (1996) - Don Bresler
- Murder in My Mind (1997) - Arthur Lefcourt
- Road Ends (1997) - Gene Gere
- Sphere (1998) - Captain Harold C. Barnes
- Two for Texas (1998 TNT movie for TV) - Jim Bowie
- Patch Adams (1998) - Bill Davis
- Route 9 (1998) - Sheriff Dwayne Hogan
- Random Hearts (1999) - Cullen Chandler
- Execution of Justice (1999) - Harvey Milk
- More Dogs Than Bones (2000) - Det. Darren Cody
- Erin Brockovich (2000) - Kurt Potter
- Jack the Dog (2001) - Alfred Stieglitz
- Midwives (2001) - Stephen Hastings
- Femme Fatale (2002) - Watts
- A Walk to Remember (2002) - Rev. Sullivan
- Bon Voyage (2003) - Alex Winckler
- The Hebrew Hammer (2003) - JJL Chief Bloomenbergensteinenthal
- Deadwood (2004) - General Crook
- Law & Order: Trial by Jury (2005) - Mike LaSalle
- Independent Lens (2005–2009) - Narrator
- The Inside (2005) - Special Agent Webster
- Deepwater (2005) - Herman Finch
- A Little Trip to Heaven (2005) - Frank
- Return of the Living Dead: Necropolis (2005) - Uncle Charles
- Return of the Living Dead: Rave to the Grave (2005) - Uncle Charles
- Commander in Chief (2005–2006) - Warren Keaton
- The 4400 (2004–2006) - Dennis Ryland
- Behind Enemy Lines II: Axis of Evil (2006) - President Manning
- Law & Order: Criminal Intent (2001–2011). Episod transmis la 15 nov. 2007, Sez. 07, Ep. 07 - Lionel Shill
- Brothers & Sisters (2007) - Mark August
- Five Dollars a Day (2008) - Bert Kruger
- Dr. Dolittle: Tail to the Chief - President Sterling
- All Roads Lead Home (2008) - Hock
- NCIS (2008) - Ned Quinn
- The Lena Baker Story (2008) - Elliot Arthur
- FlashForward (2009) - President Dave Segovia
- This Is Not a Movie (2010) - CEO of Propaganda / screenwriter
- Last Will (2011) - Judge Garner
- The Gundown (2011) - Tom Morgan
- Stage Left: A Story of Theater in the Bay Area (2011) - Rolul său
- La Rançon de la gloire (2014) - John Crooker
- Good Kill (2014) - Langley (voice)
- Blue Bloods (2015) - Senator McCreary
- Eva & Leon (2015) - Le père d'Eva
- No Deposit (2015) - Police Chief Williams
- The Disappearance (2017) - Henry Sullivan
- 1 Mile to You (2017) - Prin. Umber
- The Comey Rule (2020) - Robert Mueller
- The Real Activist (2020) - Rolul său
- The Girl Who Believes in Miracles (2021) - Sam Donovan

### Narator
- The UFO Experience, documentar TV regizat de Ronald K. Lakis în care Coyote apare ca actor și narator (1982)
- Zen Mind, Beginner's Mind (1988)
- Waldo Salt: A Screenwriter's Journey (1990)
- Hatchet de Gary Paulsen
- The Education of Little Tree de Forrest Carter
- Contrary Warriors
- The Breathtaker de Alice Blanchard
- The Teachings of Don Juan: A Yaqui Way of Knowledge de Carlos Castaneda
- The Studio System, American Cinema, New York Center for Visual History (1994)
- National Geographic: Cyclone! (1995)
- The West Produs de Ken Burns și regizat de Stephen Ives (1996)
- 21st Century Jet: The Building of the Boeing 777 (1996)
- Survivors of the Skeleton Coast (1997)
- Video Justice: Crime Caught on Tape (1997)
- World's Scariest Police Chases episod pilot (1997)
- The History of Sex (1999)
- Rome: Power & Glory (1999)
- National Geographic: The Battle For Midway produs de Michael Rosenfeld (1999)
- In the Light of Reverence (2001)
- Color of War
- Out of the Blue (2002)
- The Shapes of Life: Origins (2002)
- The Four Agreements: A Practical Guide to Personal Freedom de Don Miguel Ruiz
- The Fifth Agreement: A Practical Guide to Self-Mastery de Don Miguel Ruiz
- Oil on Ice (2004)
- The Voice of Knowledge : A Practical Guide to Inner Peace (Toltec Wisdom) de Don Miguel Ruiz (2004)
- Kursk: A Submarine In Troubled Waters de Jean-Michel Carré (2004)
- National Geographic: Surviving Everest (Peter Coyote, Liesl Clark, 2004)
- National Geographic: Guns, Germs, and Steel (Jared Diamond, 2005)
- Enron: The Smartest Guys in the Room (2005)
- Understanding: Extraterrestrials
- The Tribe (2005)
- National Geographic Explorer – Journey to an Alien Moon produs de Mark Mannucci
- National Geographic: Lost Treasures of Afghanistan produs de James Barrat (2006)
- National Geographic: The Gospel of Judas produs de James Barrat (2006)
- The War Prayer (2006)
- Fog City Mavericks (2007)
- Hippies (2007)
- Stealing America: Vote by Vote (2008)
- Torturing Democracy (2008)
- What If Cannabis Cured Cancer
- Illicit: The Dark Trade (2008)
- National Geographic Explorer: Congo Bush Pilots produs/regizat/scris de Tony Gerber (2008)
- Gray Eagles (2009)
- National Geographic Explorer: „Easter Island Underworld”. (2009)[5]
- National Geographic Explorer : The Virus Hunters (2009)
- National Geographic Explorer : Inside Guantanamo Bay (2009)
- The National Parks: America's Best Idea regizat de Ken Burns (2009)
- Full Color Football: The History of the American Football League (2009)
- Reclaiming Their Voice: The Native American Vote in New Mexico & Beyond (2009)
- For the Rights of All: Ending Jim Crow in Alaska[6]
- The Top 100: NFL's Greatest Players (2010)
- Connected: An Autoblogography About Love, Death, & Technology (2011)
- I Am Fishead: Are Corporate Leaders Psychopaths?[7]
- NHL 36: Patrick Kane (2011)
- NHL 36: Patrice Bergeron (2011)
- Prohibition de Ken Burns (2011)
- White Water, Black Gold (2011)
- NHL 36: Niklas Lidstrom (2012)
- NHL 36: Mike Richards (2012)
- NHL 36: James Neal (2012)
- The Dust Bowl (2012) regizat de Ken Burns
- PBS: The Ghost Army (2013)
- Oregon Experience: Hanford Oregon Public Broadcasting (2013)
- Big Bend: Life on the Edge (2013)
- PBS: The Roosevelts: An Intimate History de Ken Burns (2014)
- Pretty Slick de James Fox (2014)
- Sands of War (2015)
- The Illusionists de Elena Rossini (2015)
- PBS (KUED): Unspoken: America's Native American Boarding Schools (2016)
- The Vietnam War de Ken Burns și Lynn Novick (2017)
- PBS: Moscone: A Legacy of Change (2018)
- „List of Peter Coyote documentaries”. Arhivat din original la 29 septembrie 2017. Accesat în 15 decembrie 2021.
- The Etruscan Smile (2018)
- PBS: Country Music de Ken Burns (2019)
- PBS: Hemingway de Ken Burns (2021)